# Marie Thérèse Péroux d'Abany
Marie Thérèse Péroux d'Abany, née en 1753 et morte le 24 mars 1821, est une écrivaine française.

## Biographie
Elle naît à Rouen. Son mariage avec l'officier d'Abany, violent, ne la rend pas heureuse. Après la séparation d'avec son mari, elle s'installe à Saint-Germain-en-Laye. Elle mène ensuite une vie pieuse au couvent de Saint-Thomas-de-Villeneuve, où elle meurt en 1821.

## Œuvres
En 1801, madame d'Abany écrit un roman biblique pour jeunes filles intitulé Seïla, fille de Jephté, juge et prince des Hébreux. Le roman est publié à Paris en deux tomes. À la fin de l'œuvre, la fille de Jephté, extrêmement vertueuse, vit une ascension au Paradis après avoir accompagné son père sur le lieu du sacrifice.
Dans son poème en prose L'Amazone française ou Jeanne d'Arc (en 2 parties, 1819 et 1823), l'autrice laisse transparaître son idéologie catholique et royaliste. Jeanne d'Arc y prédit la Révolution française, la mort du roi Louis XVI et le règne de Louis XVIII.